# Scapular

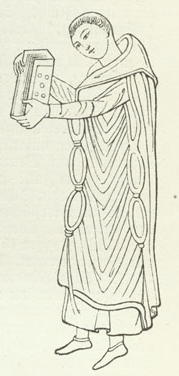
Călugăr purtînd un scapular (reproducere după Meyers Konversations-Lexikon, 1888).

Scapularul (de la latinescul scapula: umăr) este un veșmînt purtat de călugării anumitor ordine religioase, ca de exemplu ordinul Sfântului Benedict.
Constă dintr-o fâșie lată și lungă de stofă care acoperă umerii și atârnă în jos atât la spate cât și în față. La început era o simplă haină de lucru, închisă la mijloc dar care a devenit cu timpul un element caracteristic al hainei benedictine, adoptat ulterior și de alte ordine călugărești (carmeliți, dominicani etc.). Există și un scapular mic, format dintr-o fâșie îngustă de stofă, purtat sub cămașă de unii terțiari sau de membrii acestor asociații de credincioși: de ex., scapularul Maicii Domnului recomandat de carmeliți.
Scapularul era, la origine, destinat să protejeze îmbrăcămintea călugărilor, ca un fel de șorț, când aceștia sunt la muncă. Cum în secolul XII dreptul canonic prevede că cine poartă un an de zile uniforma unui ordin călugăresc este considerat călugăr sau călugăriță, cu toate consecințele, laicii, terțiarii, pentru a evita asemenea consecințe, au redus scapularul la dimensiuni mici, simbolice.
Papa Pius al XII-lea, în scrisoarea sa apostolică din 11 februarie 1950, îi invită pe credincioși ca, „între devoțiunile mariane, să așeze, în primul rând, scapularul, care este la îndemâna tuturor". Considerat drept o adevărată „îmbrăcăminte mariană", scapularul este, de fapt, un simbol al ocrotirii Mamei cerești și un „sacramental" a cărui valoare se întemeiază pe rugăciunile Bisericii și pe încrederea și iubirea celor care îl poartă.